# Festival Maintenant
Festival Maintenant est un événement pluri-disciplinaire consacré aux cultures émergentes et aux pratiques artistiques innovantes dans le domaine des musiques électroniques et des arts numériques, dans une démarche de rencontres partagées et d’un rapport original à la ville. 
Historiquement basé à Rennes, le festival s'est depuis étendu en Ille-et-Vilaine puis dans les Côtes-d'Armor depuis 2008. Sont ainsi programmés tous les ans en octobre des concerts, expositions, installations, performances, projections, actions éducatives, en lien avec un grand nombre de lieux et d’institutions publiques et privées.

## Historique
Le festival est né en 2001 sous le nom de Electroni[k] à l’occasion d’une soirée-concert autour des relations entre image et musique, au Tambour, la salle de spectacle de l’université Rennes 2.
Il fait partie depuis 2006 du Réseau des Festivals de Culture électronique[pertinence contestée], lequel regroupe Nördik Impakt (Caen), Marsatac (Marseille), Nuits Sonores (Lyon), Calvi on the Rocks (Calvi), Astropolis (Brest), le N.A.M.E. (Nord Art Musique Électronique, à Lille, Maubeuge et Dunkerque) et Scopitone (Nantes).
Depuis sa création en 2001, il a successivement été organisé par les associations Ultra Violet (2001), R1R2 (2002, 2003 et 2004) et Electroni[k] (à partir de l’édition 2005[source secondaire souhaitée].
En 2008 le festival Electroni[k] devient Cultures Electroni[k]. En 2013, Cultures Electroni[k] devient Maintenant.

## L'association
Electroni[k] est une association culturelle créée en 2001 à Rennes. L'objectif de cette association est de favoriser l'accès à la musique électronique, aux arts et aux nouvelles technologies. 
Electroni[k] ntreprend de nombreuses actions culturelles au cours de l'année (résidences, ateliers, soirées, etc.) et organise le Festival Maintenant chaque année en octobre,.

## Programmation

### Années 2020

#### Édition 2024
Édition 2024
Elle a eu lieu du 8 au 13 octobre 2024.
- Artistes invité·es : Azuur, Chippy Nonstop, Cœur2fonte, Deli Girls, Digé M0m0, DJ LM$, formika., GAMUT[8], Goupile, Guillaumit, Jacques, Joanna OJ, JUST MC, Li Yilei, Markos Kay, Myra-Ida van der Veen[9], Myriam Bleau & Nien-Tzu Weng[10], Nicolas Bazoge[11], Noémi Büchi, NUANSS, Peder Bjurman[12], Pizza Noise Mafia, René Danger, SABB, Simon Lazarus, S8jfou & Clara Rigaud, Talita Otović, Tatyana Jane, Thomas Garnier, Tina Tuner, Tristan Ménez & Benjamin Le Baron[13], Why The Eye, ¥ØU$UK€ ¥UK1MAT$U, Zoë Mc Pherson.
- Lieux : Antipode, CCNRB, Les Champs Libres, Hôtel Pasteur, Jardin Palais Saint Georges, Maison des Associations, Médiathèque Thorigné-Fouillard Musée des Beaux-Arts de Rennes, Place du Parlement de Bretagne, Théâtre du Vieux Saint-Étienne et Université Rennes-II.
- Identité visuelle : Markos Kay[14]

#### Édition 2023
Elle a eu lieu du 5 au 8 octobre 2023.
- Artistes invité·es : Alto Fuero, Aurélien Jeanney, Benjamin Le Baron & Tristan Ménez, Bérengère Amiot, Célélé, Céline Garnavault, Dame Area, Digé M0m0 b2b Galère sucrée, Félix Blume, Guillaumit, Hélène Vogelsinger, Héron Cendré, Hugo Baranger, Joris Strijbos & Nicky Assmann, Judgitzu, Juliana Huxtable, Macula Nigra & Simon Poligné, Maëlle Le Gouëfflec, Maria Teriaeva, MOESHA 13, Nicolas Bazoges, OD Bongo, ojoo, Paul Vivien, Pierre Huyghe (Ephere) & Ella Daly, Pinaffo & Pluvinage, RIXES, Sacha Gattino, Sarah Arnaud, Tatyana Jane, Tina Tuner et Yoko Seyama.
- Lieux : Antipode, CCNRB, Jeu de Paume, Les Champs Libres, Musée des Beaux-Arts de Rennes, Place Hoche, Place Jeanne Laurent, Théâtre du Vieux Saint-Étienne et Université Rennes-II.
- Identité visuelle : Pinaffo & Pluvinage

#### Édition 2022
Elle a eu lieu du 6 au 9 octobre 2022.
- Artistes invité·es : Alexis Lumière[17], Amandine Urruty, Andreas Trobollowitsch[18], Animistic Beliefs[17], Blanca Brusci, Célélé[17], Fabrizio Rat, Félicia Atkinson & Violeta Azevedo, Guillaume Cousin, Guillaumit & Bruit du Frigo, Judgitzu[17], Les Vagins Enchantés, Mihalis Shammas, Objekt[17], Paul Duncombe, Pavane & Björn Gottschall, Pö[17], Ralf Baecker, S8jfou[17], & Simon Lazarus[17], Sherelle[17], Tristan Ménez, Tryphème & Ulysse Lefort, Vanessa Wagner, Labelle & Orchestre National de Bretagne[19]
- Intervenant·es accueilli·es pour les Conférences Ambivalences : Christophe Bruno, Gwenola Wagon, Jean-Paul Fourmentraux, Julie Morel, Pauline Briand.
- Lieux : Antipode, CCNRB, Jeu de Paume, Grande Prairie (quartier Courrouze), La Confluence (Betton), La Garden Partie, Le Tambour - Université Rennes 2, Les Champs Libres, Musée des Beaux-Arts de Rennes, Opéra de Rennes, Salle de La Cité, Théâtre du Vieux Saint-Étienne.
- Identité visuelle : Amandine Urruty[20]

#### Édition 2021
Elle a eu lieu du 1 au 10 octobre 2021.
- Artistes invités : Adrien M & Claire B x Brest Brest Brest, A.I.L.O, Amosphère*, Apollo Noir & Thomas Pons*, BZMC Live, Dj Zazu, Dynamorphe, Eléonore Huisse & François J. Bonnet, Emmanuelle Parrenin & Detlef Weinrich + Quentin Rollet, Encor Studio, Ensemble Links, Félix Blume*, Grand River*, Guillaumit, Icinori, Kali Malone*, KMRU*, La Bonne Pioche, Lisa Rovner, Lucie Antunes & Collectif Scale, Mika Oki, Noémi Büchi, Nome Diva x Eliott Blaise-Lassire, Pak Yan Lau*, Ralf Baecker, Rinemax, Sabrina Ratté, Tristan Ménez & Benjamin Le Baron, XP Unit.

Les artistes dont le nom est suivi d'un* sont ceux qui sont présentés avec le soutien de SHAPE platform, co-financé par le programme Europe Creative de l’Union Européenne.
- Intervenants accueillis pour les Conférences Ambivalences : Pauline Briand, Camille Prunet, Mathieu Vabre, Olivier Zeitoun, Félix Blume, Sabrina Ratté, Thomas Tilly.
- Lieux : Antipode, Arvor, CCNRB, Couvent des Jacobins (Façade), Église Saint-Martin, Hôtel Pasteur, Hôtel-Dieu, INSPE, Jardin St-Georges, Jardin Moderne, Jeu de Paume, Le Tambour - Université Rennes 2, Les Champs Libres, Les 3 CHA - Centre d’art (Châteaugiron), Musée des beaux-arts de Rennes, Opéra de Rennes, Parc du Thabor, Quartier Le Blosne (en partenariat avec Le Triangle), Quartier Cleunay / Courrouze (en partenariat avec l’Antipode), Quartier Longchamps / Gayeulles (en partenariat avec Le Grand Cordel MJC), Quartier Centre-Ville (au départ du cœur de festival Salle de La Cité), Salle de La Cité, Théâtre du Vieux St-Étienne.
- Identité visuelle : Icinori[23].

#### Édition 2020
Elle a eu lieu du 2 au 11 octobre 2020.
- Artistes invités : 254Forest  / Pierre Debusschere, Adrien M & Claire B, Amosphère, Ben Bertrand*, Bérengère Amiot, Bertùf, Bichopalo, Borokov Borokov*, Clara de Asís*, David Bowen, Flavien Théry, Franka Marlene Foth, Gregaldur, Jennifer Aujame, Joanie Lemercier, Linda Hayford, Loïc Koutana, Ludovic Houplain, Mana Lobato, Mario von Rickenbach et Michael Frei, Marta De Pascalis*, Moesha 13*, Nay-Seven, NSDOS, OttoLindholm, Pierre Vanni, S8JFOU, Sacrifice Seul*, Sati, Soia, Julien Sénélas & Jérôme Vassereau, Stellar OM Source*, Thomas Poli, Tom Leclerc, Viktor Stargazer, Vitrine en cours, Yannick Jacquet et Fred Penelle[25].
- Intervenants accueillis pour les Conférences Ambivalences : Bénédicte Ramade, Loïc Fel, Manuela De Barros, Régine Debatty, Claire Bardainne, Joanie Lemercier, S8JFOU, Tom Leclerc, Flavien Théry.
- Lieux : Antipode MJC, CCNRB, Galerie Quinconce, Hôtel-Dieu, La Salle de la Cité, Grand Cordel MJC, Le Pont des Arts, Le Tambour, Les Champs Libres, LISAA, Musée des Beaux-Arts de Rennes, Parc du Thabor, Place Ste-Anne / Mur du Couvent des Jacobins, Théâtre du Vieux St-Etienne.
- Identité visuelle : Joanie Lemercier + Pierre Vanni[26]

### Années 2010

#### Édition 2019
Elle a eu lieu du 4 au 13 octobre 2019.
- Artistes invités : A.N.I : Bear Bones, Lay Low / Black Zone Myth Chant / Don’t DJ,  Astrid Sonne,  Asuna,  AZF,  Ben Bertrand,  Benjamin Cochois,  Cera Khin,  Crystallmess,  Dynamorphe,  Elly Oldman,  Errorsmith,  Hatis Noit,  Ines Alpha,  Julie Stephen Chheng,  Klass Sirius, Kooper,  Kryshe,  Leissen,  Laurie Rowan,  Lucas Paris, Maison Tangible & Errratum,  Mad Miran,  Marie-G. Losseau & Yann Deval,  Michela Pelusio,  Molécule,  Nicolas Bazoge,  Obsequies, OD Bongo,  Ouai Stéphane,  panGenerator,  Pantha du Prince, Peach,  Playtronica,  Pura Pura,  Radio Minus DJ spécial Chevance,  re:ni,  Sentimental Rave, Slikback,  Studio Superbe,  Thomas Pons,  upsammy,  Utilitaire Disk,  Vanadís,  Vincent Leroy.
- Lieux : Antipode MJC, CCNRB, EESAB-Site de Rennes, Grand’chambre du Parlement de Bretagne, Grand Cordel MJC, gymnase Jean Prouff, , l’Autre Lieu, le 4bis,  Le Tambour - Université Rennes 2,Bibliothèque des Champs Libres, Maison des Associations de Rennes,Musée des Beaux-Arts de Rennes,  Opéra de Rennes, Pont des Arts, Square de la Motte, Théâtre du Vieux Saint-Étienne, TNB, Université Rennes 2.
- Identité visuelle : Laurie Rowan.

#### Édition 2018
Elle a eu lieu du 5 au 14 octobre 2018.
- Artistes invités : Andreas Trobollowitsch, Aurore, Bear Bones, Lay Low, Bertùf, Caterina Barbier, Collectif Recif, Colorado & Timsters, Deena Abdelwahed, Félix Chameroy & Clara Chotil / Dynamorphe, Elephant & Castle, Emilie Levienaise-Farrouch, Flavien Berger, Gabriela Deleu, Géraldine de Schrevel & Camille Lemeunier / Serge Architecture, Golin, Hans-Walter Müller, Jason Sharp & Adam Basanta, JASSS, Jean-Pierre David / Aérosculpture, Joanna, Joasihno, Lawrence Malstaf, Marc Melià, Miquel Peiro, Musique Meuble, Nils Völker, Nkisi, NSDOS, Octave Courtin, Opaque, oxymoshi, Phil Ayres, Plasticbionic, Poing, Ronod, Sarah Farina, Saudaá Group Sofyan Martin & Gilles Mustar / La Bulle, Suuij, Teun Vonk / Studio Tony Spark, Thomas Laigle, Tristan Ménez, Tryphème, Victor Guerithault, Vincent Broquaire, Vladimir Ivković, Waii-Waii & les élèves de l’école Le Chat Perché à Janzé.
- Lieux : Antipode MJC, Amphithéâtre Donzelot, Centre d’art – Les 3 CHA, Châteaugiron, Cloître de la faculté de Sc. Éco de l’Université de Rennes 1, Tour signal, Couvent des Jacobins, EESAB-Site de Rennes, Espace Le Goffic, Pacé, Grand Cordel MJC, Le 4BIS, Le Grand Logis, Bruz, Les Ateliers du Vent, Marché des Lices, Maison des Associations, Médiathèque, Brie, Musée des Beaux-Arts de Rennes, Opéra de Rennes, Parlement de Bretagne, Théâtre du Vieux Saint-Étienne, Temple Protestant.
- Identité visuelle : Plasticbionic.

#### Édition 2017
Elle a eu lieu du 10 au 15 octobre.
- Artistes invités : Agathe Mercat & Morgan Daguenet, Airsouth, Andreas Trobollowitsch, Anthony Linell Aka Abdulla Rashim, Apollo Noir, Baptiste La Barbe et Romain Coulon, BBB - Bon Baiser de Bretagne, Bérengère Amiot, Black Zone Myth Chant, Chloé & Vassilena Saeafirmova, Clara!, Collectif Dynamorphe, Collectif Récif, Courtesy, Earl, Elissa Cassini, Elodie Fiat, Hélène Hingant, Lucile Drouet, Eszaid, Florence Bost, Fraction & Starnault, IDLV (Indien Dans La Ville), Inga Mauer, Jankev, Jean Terechkova, Jean-Baptiste Le Clec'h & jean-Marc Méléard, Jesse Lucas, Kabaka, Karina Smigla- Bobinski, Kassem Mosse, KCIV, Knappy Kaisernappy, Laake, Laura Jackson, Leissen, Les Gordon, Louveteau 6.3 FM, Lucie Le Guen, Mélanie Courtinat, Salomé Chatriot, Iseult Perrault, Myriam Bleau, N.M.O, NSDOS, Orchestre Symphonique de Bretagne, Puzu Puzu, Romain Coulon, Sidney, Skuna, SKY H1, SoulBarex, V4W.ENKO, Vanadis, Varg, Varvara & Mar, Vassilena Serafimova, Vincent Godeau & Agathe Demois, Willow, Yiannis Kranidiotis
- Lieux : Antipode MJC, Bibliothèque des Champs Libres, EESAB-Site de Rennes, Grand Cordel MJC, Hôtel Pasteur, Le 4BIS, Le Bon Accueil, Le Diapason, Le Tambour, Maison des Associations, Médiathèque de Betton, Médiathèque de Pacé, Musée des Beaux-Arts de Rennes, Opéra de Rennes, PNRV (Pôle Numérique Rennes Villejean), Salle de Spectacle L'Escapade, Théâtre du Vieux Saint-Étienne
- Identité visuelle : Erosie

#### Édition 2016
Elle a eu lieu du 7 au 16 octobre.
- Artistes invités : 178°, 9TH Cloud & Cyril Meroni, Abile, Alexandre Berthaud, Alisa Andrasek & José Sanchez, Amanda Parer[29],[30], André Bratten, Angéline Croissant, Anthonin Ternant, Aube, Aurora Halal, Avalon Emerson, Ben UFO, Bérengère Amiot, Calcuta B2B Gigsta, Cats Soiled, Chambry, Claire Guetta, Collectif Deuxcentdix, Collectif Recif, D.K., Delawhere, Dj Philémon, Dr. Rubinstein, Drn, Eugénie Lacombe & Paul Bouisset, Florent Chamiot-Poncet, Francïs, Fuse*, Gaëtan Cieplicki, GareSud, Gidge, Guillaumit & Paul Martin, In Love With a Ghost, Iroskin, Ishac Bertran, Jacksoи, Joris Strijbos & Daan Johan, Julia Kent, Kablam, KCIV, Klara Lewis, Kong, Le Comte, Le Matin, Lena Willikens, Lisa Laubreaux, Lokier, Lola Gielen, Lucie Le Guen, Masayoshi Fujita, Mioshe, NVNA, Pearson Sound, Petit Prince, Pictoplasma, Pura Pura, Radio Orchestra, SmartMômes Orchestra & Bertùf, Rodolphe Dugueperoux, Corentin Lebris & Adrien Schmouker, Samuel St-Aubin, Studio PSK, Takami Nakamoto & Sebastien Benoits, Tom Adams, Villa Bönhke, Yasuaki Onishi, Ymothep
- Lieux : Antipode MJC, EESAB - site de Rennes, Église Notre-Dame-En-Saint-Melaine, Espace Social et Culturel Aimé Césaire, Hôtel à Projets Pasteur, La Rennes Du Bal, Le Cadran, Le Diapason, Le Mabilay, Le Pont des Arts, Le Tambour, Le Triangle, Les Champs Libres, Mail François Mitterrand, Médiathèque du Rheu, MJC Grand Cordel, Musée des Beaux-Arts, Opéra de Rennes, Parlement de Bretagne, Quartier Général - Théâtre du Vieux St-Étienne[31], UBU
- Identité visuelle : Katie Scott.

#### Édition 2015
Elle a eu lieu du 13 au 18 octobre.
- Artistes invités : Adrien Mondot, Aernoudt Jacobs, Ali[33], Alisa Andrasek, Andre Sanchez, Amélie Ravalec, Andret Popmov, Adrien Schmouker, Anthony Naples, Baptiste La Barbe, Calcuta, Call Super, Caitlind r.c. Brown, Camille Scherrer, Chambry, Claire Bardainne, Corentin Lebris, Cyril Diagne, Douchka, Guillaumit, Gwendal Le Flem, Hildur Guðnadóttir, Hodge, Hiroaki Umeda, Hugobiwan, Ishac Bertran, Isabelle Arvers, Jacques (en direct), Jeroen Uyttendaele, Joséphine Herbelin, Knappy Kaisernappy, L.G. Rivales, La Denrée, Lorenzo Bravi, Lorenzo Senni, Lubomyr Melnyk, Lucie Le Guen, Marco Donnarumma, Mioshe, Modern Eleven, Moritz Simon Geist, Myriam Bleau, Nils Völker, Paul Martin, Ori Toor, Patricia, Per Holmquist, Rodolphe Dugueperoux, Romain Coulon, Rss B0ys, Sonice Development , Spéculaire, The Unlikely boy, Travis Collins, Tristan Mdwk, Vanadís, Vatican Shadow, Xosar, Yann Van der Cruyssen, Ymothep, Wayne Garrett.
- Lieux : Antipode MJC, Caisse d'Allocations Familiales & Caisse Primaine d'Assurance Maladie, Centre Info Écoles, Église Notre-Dame-En-Saint-Melaine, Hôtel à Projets Pasteur, Le Bon Accueil, Le Cadran, Le Diapason, Le Tambour, Le Triangle, Les Champs Libres, MJC Grand Cordel, Musée des Beaux-Arts, Place Hoche, Quartier Général - Salle de la Cité, Théâtre du Vieux Saint Étienne
- Identité visuelle : Ori Toor

#### Édition 2014
Elle a eu lieu du 14 au 19 octobre.
- Artistes invités : Afroditi Psarra, Aline Brugel, Alisa Andrasek, Answer Code Request, Antoine Martinet, Benjamin Böhm, Bobb Vendredi, Clément Lemennicier, Cocktail Pueblo, Cosmicgarden, Cyril Cosquer, David Letellier, Delawhere, Elsa Quintin, Fox, Helena Hauff, Herman Kolgen[35], Joelle Aeschlimann, Jose Sanchez, Karen Gwyer, Knappy Kaisernappy, Lakker, Luc De Fouquet, Lucas Meyer, Lucie Le Guen, Manuel Chantre, Maotik, Martin Messier, Martyn, Mathieu Rivier, Mille Au Carré, Nicolas Bernier, Orchestre des Haut-Parleurs & Benjamin Le Baron, Pauline Saglio, Pavane, Piano Chat, Quatuor Icare, Quentin Bodin, Robert Henke, Roll The Dice, Sandrine Estrade-Boulet, Sati, Sylvain Garnavault, Syracuse, Transforma, Vincent Roussel, Yro.
- Lieux : Antipode MJC, Centre Info Écoles, Chapelle du conservatoire, EESAB - Site de Rennes, Espace social et Culturel aimé Césaire, Le Diapason, Le Tambour, Les Champs Libres, MJC Bréquigny, MJC Grand Cordel, Parlement de Bretagne, Place Hoche, Théâtre de la Parcheminerie, Théâtre du Vieux Saint Étienne, UBU.
- Identité Visuelle : Andrea Wan

#### Édition 2013
Elle a eu lieu du 15 au 20 octobre.
- Artistes invités : Nicolas Auger, Corentin Le Bris, Bérenger Recoules, Guillaumit et Gangpol (Studio G&M), Nicolas Bernier, Les Gordon, Fragments, Kiwisubzorus & Mioshe, les étudiants de l'atelier de réalisation de clips vidéos de l'université Rennes 2, Chapi Chapo et les petites musiques de pluie, Colleen, Bowerbird, Marie Theurier, Manon Riet, LG Rivales, Pauline Boyer, Douchka, Diane Grenier, Nins & Ankiel, Alex Cherkesly, Bertrand Duplat, Tristan Perich, Richard Eigner, Robert Seidel, Lesley Flanigan, Vincent Morisset, Vincent Broquaire, Aline Brugel & Cyril Cosquer, Collectif DATA, les élèves du conservatoire de Rennes, Orchestre de Haut-parleurs, Benjamin Le Baron, Loup Barrow, Stephan Mathieu, Anne-Clémentine Fleury & Flavia Lopez, Mason Bates, Nico Mulhy, Jeff Mills, Spirogaffe, Elshopo, Vincent Godeau, Lab212
- Lieux : La cantine numérique, Antipode MJC, Les champs Libres, Maison de quartier Villejean, La Poste République, Le Tambour, Théâtre de la Parcheminerie, EESAB – Site de Rennes, Musée des Beaux-Arts, Le Diapason, Le 4bis, Ubu, TNB, Grand Corbel MJC, Théâtre du Vieux-Saint-Étienne
- Identité visuelle : Hell’O Monsters.

#### Édition 2012
Elle a eu lieu du 6 au 17 octobre.
- Artistes invités[36],[37] : Robert Henke & Christopher Bauder, Philippe Morvan/ Iroskin, Bérenger Recoules, Martin Messier, Clémentine Blondeau et Guillaume Brunet, L'Orchestre Symphonique de Bretagne, Vanessa Wagner & Murcof, Les élèves du Conservatoire à rayonnement régional de Rennes, Yroyto, Super Groupe, La Presse Purée, L.G Rivales, Quentin Chambry, Thraces & Mioshe, Labelle, Night Knight, Benoit Leray, Mondkopf & Trafik, Roly Porter & MFO, Marianne Cauvard & Raphaël Pluvinage, Enseignants-Chercheurs Rennes 1, Luke Von Westen, Savannah Lemonnier, Justin Bihan & Ivan Muvrit, Aline Brugel, Cheveu & Yroyto, Chausse Trappe, Redshape, Lone, Low Jack, Theo Muller, Contact In Vivo, Bertùf, Rone & Studio Fünf, Brandt Brauer Frick, Teengirl Fantasy, Subarys, Iddun, Andy Guhl, Jess Lucas, Erwan Raguenes & Yro, Artificiel, Diane Grenier, Joanie Lemercier, Legoman & Thomas Vaquié & Mandril, Legoman & Fred Penelle, Elsa Quintin & Antoine Martinet.
- Lieux : La Cantine Numérique, Les Champs libres, la Salle de La Cité, la Maison de quartier de Villejean, Le Diapason, L'Antipode MJC à Rennes, le Théâtre Vieux Saint-Étienne, l'EESAB, l'Université Rennes 2, Espace Ouest France, Le Diapason, Le Jardin Moderne, l'Opéra de Rennes, l'Aéroport de St Jacques, Le Tambour, l'Ubu, l'espace CROUS, le Parlement de Bretagne, le Centre Info Écoles Galerie du 48, le Grand Cordel MJC, la MJC Bréquigny
- Identité visuelle : Vincent Broquaire.

#### Édition 2011
Elle a eu lieu du 10 au 16 octobre.
- Artistes invités : Mira Calix, Greg Haines, TEZ, Jean Jullien, Flat-E, Orchestre de Bretagne, Jonathan Shiffman, Arandel, PurForm, Black Velvet Stereo, Taragana Pyjarama, Matias Aguayo, L-Vis 1990, Marble Players (Para One + Surkin + Bobmo), Philipp Gorbachev, Simon Scott, Ladylike Lily, DJ Philémon, Orchestre des haut-parleurs, 3 Hit Combo, Streetwise Opera, Valentin Ferré, Clémentine Fleury, Flavia Lopez, Alexandra Brillant, Pierre Moissard, Théo Tanaka, Cédrick Eymenier, Mécanos de l'espace, Théâtre Electronique, Margot Joncheray, collectif Les Créatures, Olly Coates, El Gyeah, Azaxx, [Ensemble vide], Daito Manabe, Heart Chamber Orchestra, Kogura Mustache, Martin Messier & Nicolas Bernier, Simon Scott, Wouter van Veldhoven, Cabos San Lucas, Yro Yto & Sati, Triton, Scouap, Studioburo, Das Kopf, Yann Rocher, Pierre Bastien, Cédrick Eymenier.

#### Édition 2010
Elle a eu lieu du 6 au 17 octobre.
- Artistes invités : Herman Kolgen, l’Orchestre de Bretagne et Jean-Michaël Lavoie, Tim Hecker, Slagsmålsklubben, Superpitcher, Bot'ox, Logo, DyE, We Are Enfant Terrible, Vienna Vegetable Orchestra, Étienne Jaumet...
- Lieux : Le Diapason - Université Rennes1, Les Champs Libres, la Bibliothèque Théodore Monod de Betton, le Delkographik Studio, le Chantier, le Sambre, le Grand Cordel MJC, Le Bon Accueil, le Jardin Moderne, la Maison Internationale de Rennes, Quartier Bréquigny / Les Clôteaux, la MJC Bréquigny, l'Opéra de Rennes, la Piscine Saint-Georges, la Piscine des Gayeulles, Le Tambour (Rennes), L'Antipode MJC, l'Ubu, la Gare SNCF de Rennes, Restaurant social Leperdit et Puzzle.
- Identité visuelle : Pierre Vanni.

### Années 2000

#### Édition 2009
Elle a eu lieu du 6 au 25 octobre.
- Artistes invités : Zombie Nation, Tepr, The Shoes, Das Shift, Black Ham, AntiVJ, Iroskin, Mondkopf, Crystal Fighters, Kap Bambino...
- Lieux : Le Pixie (Lannion), le Lycée agricole Kernilien (Guingamp), le Disquaire (Saint-Brieuc), le Centre culturel Le Grand Pré (Langueux), le Musée d’Art et d’Histoire de Saint-Brieuc, le Skate Park (Saint-Brieuc), Le 1929, le 4bis, L'Antipode MJC, Le Bon Accueil, Les Champs Libres, le Chantier, le Delkographik Studio, le Diapason (Université Rennes 1), l’École Régionale des Beaux-Arts de Rennes, la Salle des Mariages de l’Hôtel de Ville de Rennes, Lieux Communs, la Maison Internationale de Rennes (M.I.R.), la Grand’Chambre du Parlement de Bretagne, Le Tambour (Rennes), le Théâtre Lillico, l'Ubu, la Galerie Sortie des Artistes, l’Hôtel de Rennes Métropole.
- Identité visuelle : Guillaumit[38].

#### Édition 2008
Elle a eu lieu du 15 au 25 octobre.
- Artistes invités : Anoraak, Bot'ox, Chateau Marmont, Danger, Danton Eeprom, David Renault, DeesK, Dirty Sound System, Discodeine, Feadz, Fluokids (Pharell, Franck Picart), Gangpol & Mit + Juicy Panic, Gentlemen Drivers, Gildas & Masaya, Minitel Rose, Mondkopf, Noël Akchoté & Jean-Louis Costes, Rafale, Ramon & Pedro, Riton, SebastiAn...
- Lieux : Le 1929, Le 4Bis, Le Bon Accueil, Café Laverie « Les Chaussettes de l’Archiduchesse », Le Chantier, La Chapelle du conservatoire de Rennes (C.R.R.R.), La Contrescarpe, La Cour des Miracles, Delkographik Studio, Le Diapason (Université Rennes 1), École Régionale des Beaux-Arts de Rennes, Église Notre-Dame en Saint-Melaine, Ereve (Université Rennes 2), Espace Crous, L’Espace Loisir, Galerie Sortie des Artistes, Le Gazoline, salle des mariages de la Mairie de Rennes, Maison de Suède, Maison Internationale de Rennes (MIR), L'Antipode MJC à Rennes, Salle Guy Ropartz, Service Audiovisuel Multimédia de la Bibliothèque Universitaire (Université Rennes 2), Le Tambour (Rennes), l'Ubu, Epi Condorcet (Saint-Jacques-de-la-Lande), L’Escalier (Saint-Malo), La Médiathèque du Pays de Redon, Salle des Ardoisières (Sainte-Marie).
- Identité visuelle : Delkographik Studio

#### Édition 2007
Elle a eu lieu du 16 au 28 octobre.
- Artistes invités : Apparat, Brodinski, Burn, Carton Park (Gangpol & Mit & Juicy Panic), Christophe Bailleau, collectif Vivarium, Curses! (aka Drop The Lime), Detect, Don Rimini, Efterklang, Fennesz, Gong Gong, Midnight Juggernauts, Murcof, Port Royal, Strip Steve, Surkin, Tekël, Terry Poison, Yacht.
- Lieux : Arrière cour du concessionnaire Kawasaki, Chapelle du Conservatoire de Rennes (C.N.R), École de musique du Pays de Redon, École des Beaux-Arts, Ereve, Grand’chambre du Parlement de Bretagne, L'EPI Condorcet, l'Ubu, L’Escalier Club, La Contrescarpe, Le Bon Accueil, Le Chantier, Le 40mcube, Le CROUS, Le Diapason, Le Jardin Moderne, Le Tambour, Maison Internationale de Rennes (MIR), L'Antipode MJC, Pym’s Club, Temple Protestant, Théâtre de la Parcheminerie (Ciné TNB)
- Identité visuelle : Ghetto Echo aka Dub!.

#### Édition 2006
Elle a eu lieu du 12 au 28 octobre.
- Artistes invités : Fraction, Justice, Para One, Uffie, Feadz, Black Ham, Wide, Ostinato, Lo-Fi-Fnk, Filip Dean Junior, Bonde do Rolê, 3-1, Chris De Luca & Phon.o, Yuksek, Data...
- Lieux : L'Antipode MJC, Le Bon Accueil, Le Chantier, Chapelle du Conservatoire National de Région (C.N.R), Le Diapason, L'EPI Condorcet, Nouveau Casino, Le Tambour, L'Ubu.
- Identité visuelle : Ghetto Echo aka Dub! // Prise de vue : Dominique Vrignaud.

#### Édition 2005
Elle a eu lieu du 13 au 22 octobre.
- Artistes invités : Pierre Bastien, Exchpoptrue, Vive La Fête, Modeselektor, Gangpol & Mit, Casiokids and the Shadow Puppets Figuraturus, Pita & Jade, Domotic, Tepr, dDamage, Finesse & Runway, Detect, Perceval Music, Ra, Monsieur le Comte, MKL, Le Bougnât, Whan, Iroskin, La Blatte, Die 2 Die, Fatale, Detroit Grand Pubahs, Reezbo, Arno Gonzales
- Lieux : Le Tambour, l'Ubu, Le Jardin Moderne, La Chapelle du CNR, l'Epi Condorcet, Le Stanley, Le  Chantier, le 1929, L'Institut Franco-américain, Lektroshop.
- Identité visuelle : Emeric Guémas / Puzzle.

#### Édition 2004
Elle a eu lieu du 14 au 23 octobre.
- Artistes invités : Cobra Killer, Mira Calix, Tujiko Noriko & Lionel Fernandez, Subtle, Fog, Abstrackt Keal Agram, Man, Transformer Di Roboter, Living Ornaments, Hydrus, Shiito, Gangpol & Mit, Margo, Dwayne Sodahberk, Kap Bambino & Khima, Bertùf.
- Lieux : Le Tambour, L'Ubu, Le Jardin Moderne.
- Identité visuelle : Emeric Guémas / Puzzle.

#### Édition 2003
Elle a eu lieu du 22 au 24 octobre.
- Artistes invités : Pulseprogramming, Danger Mouse & Jemini, Tes, Velma, Black Sifichi, Tlone, The Brians, Fishcat aka Bondage, Kilo, Motenai, Depth Affect.
- Lieux : Le Tambour, l'Ubu, Radio Campus Rennes, Le Jardin Moderne.
- Identité visuelle : Emeric Guémas / Puzzle.

#### Édition 2002
Elle a eu lieu du 4 au 7 décembre.
- Artistes invités : Domotic, Ensemble, My jazzy Child vs Event 10, Berg Sans Nipple, Sogar, King q4, Davide Balula, Qubo Gas, Stuntman 5, Tepr, Zooey, Tomcats in Tokyo, Shinsei, Archipel.
- Lieux : Le Tambour, Galerie du Coin, Galerie 40m Cube, Radio Campus Rennes.
- Identité visuelle : Émeric Guémas / Puzzle.

#### Édition 2001
Elle a eu lieu le 30 novembre.
- Artistes invités : Octet, Dat Politics, Margo, Mils.
- Lieu : Le Tambour.
- Identité visuelle : Fiesta Del Slipo.